# 广西瓜馥木
广西瓜馥木（学名：Fissistigma kwangsiense）为番荔枝科瓜馥木属的植物，是中国的特有植物。分布在中国大陆的广西、云南等地，生长于海拔200米至1,350米的地区，多生长于山地密林中及山谷溪边，目前尚未由人工引种栽培。
种加名 kwangsiense 意为“广西的”。